# Língua ili turki
Ili Turki é uma língua turcomana em perigo de extinção falada na China por cerca de 30 famílias em 2007. Está mais moribunda ainda no Cazaquistão.

## Classificação
Ili Turki parece pertencer ao grupo das línguas Karluk (Chagatai) embora exiba uma série de características que sugerem um substrato na língua quipechaca.
Uma comparação de características  Chagatay e Kipchak de Ili Turki é mostrada abaixo:
|                                  | Cazaque (Kipchak) | Ili Turki         | Uzbeque (Chagatay) | Português            |
| -------------------------------- | ----------------- | ----------------- | ------------------ | -------------------- |
| *G > w após vogais baixas        | taw               | taw               | tɒɣ                | montanha             |
| Assimilação genitiva             | tyje+niŋ / et+tiŋ | tʉjæ+nin / et+tin | tʉjæ+niŋ / et+niŋ  | do camelo / da carne |
| *G > w > Ø após vogais altas     | sarɨ              | sarɨq             | sarɨq              | amarelo              |
| Perda de geminação de consoantes | seɡiz             | sekkiz            | sækkiz             | oito                 |

## Distribuição geográfica
Ili Turki é falado na Prefeitura Autônoma de Ili Kazakh da China ao longo do rio Ili  e seus afluentes e em Yining. Pode haver alguns falantes no Cazaquistão. Ili Turki não tem status oficial em nenhum dos países.

## Escrita
A forma do alfabeto latino para Ili Turk não usa as letras F, V, Usam-se as formas Ä, Č, Ğ, J̌, Ŋ, Ȯ, Ş, Š, U̇.

## Fonologia

### Consoantes
|           | Bilabial | Bilabial | Alveolar | Alveolar | Palatal | Palatal | Velar | Velar | Uvular | Uvular | Glotal |  |
| --------- | -------- | -------- | -------- | -------- | ------- | ------- | ----- | ----- | ------ | ------ | ------ |  |
| Nasal     | m        | m        | n        | n        |         |         | ŋ     | ŋ     |        |        |        |  |
| Plosiva   | p        | b        | t        | d        | tʃ      | dʒ      | k     | ɡ     | q      |        |        |  |
| Fricativa |          |          | s        | z        | ʃ       |         |       |       | χ      | ʁ      | h      |  |
| Vibrante  |          |          | ɾ        | ɾ        |         |         |       |       |        |        |        |  |
| Semivogal |          |          | l        | l        | j       | j       | w     | w     |        |        |        |  |

### Vogais
|             | Anterior | Central/Posterior | Central/Posterior |
| Arredondada | Anterior | Ñ Arredondada     |                   |
| ----------- | -------- | ----------------- | ----------------- |
| Fechada     | i        | ʉ                 | ɨ                 |
| Medial      | e        | ɵ                 |                   |
| Aberta      | æ        |                   | ɑ                 |